# Aclytia pydna
Aclytia pydna är en fjärilsart som beskrevs av Druce 1899. Aclytia pydna ingår i släktet Aclytia och familjen björnspinnare. Inga underarter finns listade i Catalogue of Life.